# Corynoptera gladiota
Corynoptera gladiota är en tvåvingeart som beskrevs av Werner Mohrig 1996. Corynoptera gladiota ingår i släktet Corynoptera och familjen sorgmyggor. Inga underarter finns listade i Catalogue of Life.